# Flipper (Schiff, 1977)
Die Flipper ist ein deutsches Seebäderschiff, das von der Cuxhavener Mützelfeldtwerft für die Reederei Cassen Eils zum Zwecke des Helgolandverkehrs gebaut wurde. Die Kiellegung fand am 2. Dezember 1976, der Stapellauf am 11. Mai 1977 statt. Die Fertigstellung des Schiffes erfolgte dann im Juni; im Oktober desselben Jahres 1977 wurde es von ursprünglich 43,31 auf 46,61 Meter verlängert. Hierdurch erhöhte sich die Passagierkapazität von 444 auf 500 Personen. Eine bauliche Besonderheit des Schiffes ist der geringe Tiefgang von 1,24 Metern, der den Einsatz in flachen Gewässern erlaubt, wie etwa im Wattenmeer um Neuwerk, wo das Schiff heute operiert.
Das Schiff teilt sich eine äußerliche Besonderheit mit den Schiffen Funny Girl, Fair Lady  und Kloar Kimming (ex Adler Nordica, Pidder Lyng, ex Westerland), die in den Jahren 1970 bis 1973 ebenfalls von der Mützelfeldtwerft gebaut wurden, in der Gestalt einer geschwungenen Linie, die vom Bug bis zum Heck des Schiffes verläuft. Diese soll einen Spritzwasserschutz bei Wellengang darstellen und verleiht dem Schiff ein optisch harmonisches Gesamtbild. Eine ähnliche Optik war auch bei der 1967 ebenfalls von der Mützelfeldtwerft gebauten ersten Flipper zu finden.

## Einsatz
In den Jahren 1977 bis 1987 wurde die Flipper auf verschiedenen Strecken zwischen den ostfriesischen Inseln und Helgoland (unter anderem Norderney – Helgoland) eingesetzt, sowie für Ausflugsfahrten von Norderney zu den anderen ostfriesischen Inseln und Duty-Free-Fahrten nach Holland. 1988 wechselte das Schiff dann auf die Route Cuxhaven – Neuwerk, die es im Sommer bedient. Außerdem werden mit der Flipper von Cuxhaven aus Ausflugsfahrten zu den Seehundbänken und in den Nord-Ostsee-Kanal unternommen.